# Martensdale
Martensdale è un comune degli Stati Uniti d'America, situato nello Stato dell'Iowa, nella contea di Warren.
Il territorio comunale è attraversato dal fiume Middle River.